# Ángel Padrón
Ángel Padrón Martín (22 agosto 1953) è un ex cestista cubano.

## Carriera
Con Cuba ha partecipato alle Olimpiadi del 1976, disputando 6 partite e segnando 24 punti.